# Johann I. (Châtillon)
Johann I. von Châtillon (frz. Jean, * 1283; † 1363) war Großmeister von Frankreich, sowie Herr von Châtillon, Crécy und La Ferté-en-Ponthieu.
Er war der zweite Sohn von Walter V. von Châtillon († 1329) aus dessen erster Ehe mit Isabella von Dreux († 1300).
Spätestens erwarb er aus dem Recht seiner ersten Gattin die Herrschaften La Ferté-en-Ponthieu, Dury und Yaucourt. 1324 erhielt er von seinem Vater im Rahmen einer Erbteilung die Burg Gandelu und die Kastellanei Marigny-en-Orxois. Spätestens 1333 erhielt er die Herrschaften Châtillon und Crécy, die sein Vater um 1302 der Krone abgetreten hatte. Er erwarb auch die Herrschaft Troissy.
Um 1350 wurde er zum Großmeister von Frankreich („Souverain Maître d'hôtel du Roi“) ernannt, als Nachfolger seines Vetters mütterlicherseits, Robert III. von Dreux (* 1288; † 1351), Seigneur de Beu et de Bagneux (Haus Frankreich-Dreux).
Er heiratete in erster Ehe Alienor de Roye († vor 1333), Erbtochter des Mathieu II. de Roye († 1310), Herr von La Ferté-en-Ponthieu. Mit ihr hatte er vier Söhne, darunter sein Haupterbe Walter VI. von Châtillon († 1377), und zwei Töchter. In zweiter Ehe heiratete er 1336 Isabelle de Montmorency († nach 1341), Tochter des Jean I. († 1325), Herr von Montmorency. Mit ihr hatte er drei Söhne und eine Tochter. In dritter Ehe heiratete er Johanna von Sancerre († nach 1353) Tochter von Johann II., Graf von Sancerre. Mit ihr hatte er eine Tochter.
Er starb 1363 und wurde im Kloster Cerfroid nahe Gandelu bestattet.